# Qatar Amiri Flight
Qatar Amiri Flight è una compagnia aerea VIP di proprietà e gestita dal governo del Qatar. Opera voli charter in tutto il mondo su richiesta e si rivolge esclusivamente alla famiglia reale del Qatar e ad altro personale governativo. La stragrande maggioranza della sua flotta è dipinta con la livrea standard della compagnia di bandiera commerciale del Qatar, Qatar Airways.
L'emiro del Qatar ha regalato alla Turchia un Boeing 747-8(BBJ) nel settembre 2018.

## Flotta
Sebbene non facessero parte della flotta della Amiri, un Boeing 747SP e un 747-8i sono stati utilizzati per l'ex sovrano del Qatar fino al 2017 e venduti nel 2018; entrambi sono stati registrati nei Caraibi.
Il 747SP era l'ex Pan American World Airways N539PA (1979-1986)/ex United Airlines N148UA (1986-1995) registrato come VR-BAT poi come VP-BAT, immagazzinato presso l'aeroporto internazionale John C.Munro fino al 2019; è quindi volato al Pinal Airpark a Marana, in Arizona come N7477S per eseguire il C Check per il nuovo proprietario CSDS Asset Management.
Uno dei 747-8(BBJ) è stato il primo 747-8 in versione business jet ad essere consegnato da Boeing a un cliente.

### Flotta attuale
A gennaio 2024 la flotta di Qatar Amiri Flight è così composta:

### Flotta storica
Qatar Amiri Flight operava in precedenza con i seguenti aeromobili: